# Liste der Kulturdenkmäler in Gemünden (Hunsrück)
In der Liste der Kulturdenkmäler in Gemünden sind alle Kulturdenkmäler der rheinland-pfälzischen Ortsgemeinde Gemünden aufgeführt. Grundlage ist die Denkmalliste des Landes Rheinland-Pfalz (Stand: 27. Oktober 2023).

## Denkmalzonen
| Bezeichnung                    | Lage                       | Baujahr | Beschreibung | Bild                           |
| ------------------------------ | -------------------------- | ------- | --- | ------------------------------ |
| Denkmalzone Schloss Gemünden   | Schloßstraße 20 Lage       | um 1300 | älteres Burghaus, um 1300 (?), teilweise Ruine, Arkadengalerie um 1417 erwähnten, 1520 weitgehend erneuerten „Neuen Bau“, Rechteckbau mit Ecktürmen, nach Zerstörung 1689 dreigeschossig wiederaufgebaut, 1718–28, Kurtrierischer Hofbaumeister Hans Georg Judas; Wirtschaftshof, Anfang des 18. Jahrhunderts; bauliche Gesamtanlage mit dem Schlossberg | weitere Bilder Fotos hochladen |
| Denkmalzone Jüdischer Friedhof | nordöstlich des Ortes Lage | 1815/20 | wohl 1815/20 eröffnet, 92 Grabstelen ab 1814; 14 Grabsteine aus dem frühen 19. Jahrhundert, Letztbelegung 1970 | weitere Bilder Fotos hochladen |

## Einzeldenkmäler
| Bezeichnung                                | Lage                               | Baujahr                                       | Beschreibung | Bild                           |
| ------------------------------------------ | ---------------------------------- | --------------------------------------------- | --- | ------------------------------ |
| Umspannturm                                | Auf der Hohl Lage                  | 1927                                          | dreigeschossiger Bruchsteinbau, bezeichnet 1927 | Fotos hochladen                |
| Villa                                      | Burgweg 1 Lage                     | um 1930                                       | eingeschossige Putzvilla, um 1930 | Fotos hochladen                |
| Katholische Pfarrkirche St. Peter und Paul | Hauptstraße Lage                   | 1899                                          | zweischiffige Halle, Mischformen aus Neuromanik und Neugotik, 1899, Architekt Lambert von Fisenne, Gelsenkirchen, Turm 1900/01                                                 | weitere Bilder Fotos hochladen |
| Wohnhaus                                   | Hauptstraße 13 Lage                | um 1700                                       | Fachwerkhaus, teilweise massiv, Krüppelwalmdach, um 1700 | weitere Bilder Fotos hochladen |
| Forellenhof                                | Hauptstraße 19/21 Lage             | erste Hälfte des 18. Jahrhunderts             | Forellenhof; Fachwerkhaus, teilweise massiv, erste Hälfte des 18. Jahrhunderts                                                                                                 | weitere Bilder Fotos hochladen |
| Wohnhaus                                   | Hauptstraße 54 Lage                | um 1700                                       | Fachwerkhaus, teilweise massiv, um 1700 | Fotos hochladen                |
| Wohnhaus                                   | Kirchberger Straße 3 Lage          | 1721                                          | Fachwerkhaus, verputzt, teilweise verschiefert, bezeichnet 1721 | weitere Bilder Fotos hochladen |
| Wohnhaus                                   | Kirchberger Straße 4 Lage          | um 1700                                       | schmales Fachwerkhaus, um 1700, Fachwerkanbau des 19. Jahrhunderts | weitere Bilder Fotos hochladen |
| Bannwirtshaus                              | Kirchberger Straße 5 Lage          | Ende des 17. oder Anfang des 18. Jahrhunderts | ehemaliges Bannwirtshaus; Fachwerkbau, teilweise massiv, Krüppelwalmdach, Ende des 17. oder Anfang des 18. Jahrhunderts                                                        | weitere Bilder Fotos hochladen |
| Wohnhaus                                   | Kirchberger Straße 7 Lage          | um 1700                                       | Fachwerkhaus, teilweise massiv, um 1700 | Fotos hochladen                |
| Wohnhaus                                   | Kirchberger Straße 12 Lage         | erstes Drittel des 18. Jahrhunderts           | Fachwerkhaus, teilweise massiv, erstes Drittel des 18. Jahrhunderts | weitere Bilder Fotos hochladen |
| Wohnhaus                                   | Kirchberger Straße 13 Lage         | 1721                                          | Fachwerkhaus, teilweise massiv, Mansardwalmdach, bezeichnet 1721 | weitere Bilder Fotos hochladen |
| Wohnhaus                                   | Kirchberger Straße 15 Lage         | 17. Jahrhundert                               | Fachwerkhaus, teilweise massiv, verputzt, 17. Jahrhundert | Fotos hochladen                |
| Wappen                                     | Kirchberger Straße, an Nr. 17 Lage | 1671                                          | hölzernes Schmiedewappen, modern bezeichnet 1671 | weitere Bilder Fotos hochladen |
| Rathaus                                    | Kirchberger Straße 23 Lage         | 1692/94                                       | Fachwerkhaus, teilweise massiv, angeblich von 1692/94, eher aus der ersten Hälfte des 18. Jahrhunderts                                                                         | weitere Bilder Fotos hochladen |
| Wohnhaus                                   | Kirchberger Straße 25 Lage         | 17. Jahrhundert                               | Fachwerkhaus, teilweise massiv, verputzt, im Kern aus dem 17. Jahrhundert | weitere Bilder Fotos hochladen |
| Wohnhaus                                   | Kirchberger Straße 31 Lage         | 18. Jahrhundert                               | Fachwerkhaus, teilweise massiv, verputzt, Torhaus, 18. Jahrhundert; Grabplatte Schüler, um 1753                                                                                | weitere Bilder Fotos hochladen |
| Schulhaus                                  | Raiffeisenstraße 6/8 Lage          | Mitte des 19. Jahrhunderts                    | ehemalige Schule; Bruchsteinbau, Mitte des 19. Jahrhunderts, Erweiterung in der zweiten Hälfte des 19. Jahrhunderts                                                            | Fotos hochladen                |
| Evangelische Kirche                        | Schloßstraße Lage                  | erste Hälfte des 13. Jahrhunderts             | im Unterbau spätromanischer Turm, erste Hälfte des 13. Jahrhunderts; spätgotischer Chor, um 1450; Langhaus und Turm-Obergeschosse 1905/06; klassizistisches Denkmal, nach 1822 | Fotos hochladen                |
| Badisches Zollhaus                         | Schloßstraße 4/6 Lage              | 1719                                          | ehemaliges Badisches Zollhaus; Doppelwohnhaus, eingeschossiges Fachwerkhaus, Mansarddach, bezeichnet 1719                                                                      | weitere Bilder Fotos hochladen |